# Psilorhamphus
Genre
Psilorhamphus est un genre monotypique de passereaux de la famille des Rhinocryptidés. Il se trouve à l'état naturel en Amérique du Sud.

## Liste des espèces
Selon la classification de référence du Congrès ornithologique international (version 6.4, 2016) :
- Psilorhamphus guttatus — Mérulaxe des bambous, Tapacule tacheté (Ménétries, 1835)